# Classe Turbine
La classe Turbine est une classe de destroyers construit pour la Regia Marina dans la fin des années 1920.

## Conception et description
Les destroyers de la classe Turbine étaient des versions agrandies et améliorées de la classe Sauro. Afin d'améliorer leur vitesse, ils ont été allongés et dotés de machines de propulsion plus puissantes que les navires précédents. Ils disposaient ainsi de plus d'espace pour le carburant, ce qui augmentait également leur endurance.
Ils avaient une longueur totale de 93,2 mètres, une largeur de 9,2 mètres et un tirant d'eau moyen de 3 mètres. Ils déplaçaient 1 090 tonnes à charge normale et 1 700 tonnes à pleine charge. Leur effectif était de 12 officiers et 167 sous-officiers et marins.
Les Turbine étaient propulsées par deux turbines à vapeur à engrenage Parsons, chacune entraînant un arbre d'hélice à l'aide de la vapeur fournie par trois chaudières Thornycroft. La puissance nominale des turbines était de 40 000 chevaux (30 000 kW) pour une vitesse de 33 nœuds (61 km/h) en service , bien que les navires aient atteint des vitesses supérieures à 36 nœuds (67 km/h) pendant leurs essais en mer alors qu'ils étaient légèrement chargés. Ils transportaient 274 tonnes de fioul, ce qui leur donnait une autonomie de 3 200 milles nautiques (5 900 km) à une vitesse de 14 nœuds (26 km/h).
Leur batterie principale était composée de quatre canons de 120 millimètres dans deux tourelles jumelées, une à l'avant et une à l'arrière de la superstructure. La défense antiaérienne des navires de la classe Turbine était assurée par une paire de canons AA de 40 millimètres "pom-pom" dans des supports simples au milieu du navire et un support jumelé pour des mitrailleuses Breda Model 1931 de 13,2 millimètres. Ils étaient équipés de six tubes lance-torpilles de 533 millimètres dans deux supports triples au milieu du navire. Les Turbine pouvaient transporter 52 mines.

## Unités
| Aquilone | AL | Cantieri navali Odero           | 3 août 1927     | 17 septembre 1940 | Coulé par des mines larguées par des avions du HMS Illustrious devant le port de Benghazi avec la perte de 13 hommes. |
| Borea    | BR | Ansaldo                         | 28 janvier 1927 | 17 septembre 1940 | Coulé par des avions du HMS Illustrious devant le port de Benghazi avec la perte de 1 homme.                          |
| Espero   | ES | Ansaldo                         | 31 août 1927    | 28 juin 1940      | Coulé par le HMAS Sydney au large de Tobrouk lors d'une mission de transport de troupes à Tobrouk.                    |
| Euro     | ER | Cantiere navale di Riva Trigoso | 7 juillet 1927  | 3 octobre 1943    | Coulé par des avions allemands au large de Leros, en Grèce.                                                           |
| Nembo    | NB | Cantiere navale di Riva Trigoso | 27 janvier 1927 | 20 juillet 1940   | Coulé par des bombardiers-torpilleurs Swordfish du HMS Eagle dans le port de Tobrouk avec la perte de 25 hommes.      |
| Ostro    | OT | Ansaldo                         | 2 janvier 1928  | 20 juillet 1940   | Coulé par des bombardiers-torpilleurs Swordfish du HMS Eagle dans le port de Tobrouk avec la perte de 42 hommes.      |
| Turbine  | TB | Cantieri navali Odero           | 21 avril 1927   | 16 septembre 1944 | Coulé par des roquettes tirées par des avions de l'USAAF à Salamine.                                                  |
| Zeffiro  | ZF | Ansaldo                         | 27 mai 1927     | 5 juillet 1940    | Coulé par des bombardiers-torpilleurs Swordfish du HMS Eagle au large de Tobrouk avec la perte de 21 hommes.          |

## Historique
Datant de 1927-1928, les huit destroyers de la classe étaient presque identiques aux quatre unités de la classe Sauro qui les avaient immédiatement précédés; la principale différence consistait en un allongement d'environ 3 mètres qui avait permis une augmentation de puissance de l'ordre de 11 %. Ces deux modèles se caractérisaient notamment par un kiosque blindé qui surmontait la passerelle.
Les quatre navires de la classe Sauro faisaient partie de l'escadre de la mer Rouge, qui était terriblement isolée, et ils furent tous coulés; six unités de la classe Turbine subirent le même sort pendant la seule année 1940. Comme la plupart des destroyers italiens, chacun de ces bâtiments pouvait transporter plus de cinquante mines, et quatre d'entre eux minèrent entièrement les eaux situées au large de Tobrouk.
L'Espero fut la première unité de sa classe à disparaître : il fut anéanti le 28 juin 1940 sous les attaques du croiseur australien Sydney, navire qui coula le Bortolomeo Colleoni au large du cap Spada trois semaines plus tard seulement. Les Fairey Swordfish du porte-avions HMS Eagle détruisirent le Zeffiro et un cargo, puis, au début du mois de juillet, ils endommagèrent gravement l'Euro dans le port de Tobrouk; à peine quinze jours plus tard, ils coulèrent encore l'Ostro, le Nembo et un deuxième cargo dans le golfe de Bomba.
Au mois d'avril suivant, ces mêmes avions, opérant depuis une base terrestre située près de Port Soudan, devaient envoyer par le fond deux Sauro qui croisaient dans la mer Rouge. Les attaques lancées par l'aviation embarquée coulèrent les Aquilone et Borea dans la nuit du 16 au 17 septembre, lors du bombardement de Benghazi par le HMS Illustrious. L'Euro fut détruit par des bombardiers allemands après la capitulation de l'Italie, et le Turbine lui-même, capturé par les Allemands, fut finalement coulé par des avions américains fin 1944.